# Adolf Dickfeld
Adolf Dickfeld, né le 20 février 1910 à Jüterbog et mort le 17 mai 2009 à Dreieich, est un militaire allemand. Il a été as de la Luftwaffe durant la Seconde Guerre mondiale, avec 136 victoires. Il a été décoré de la croix de chevalier de la croix de fer avec feuilles de chêne.